# Afrodite de Cnido

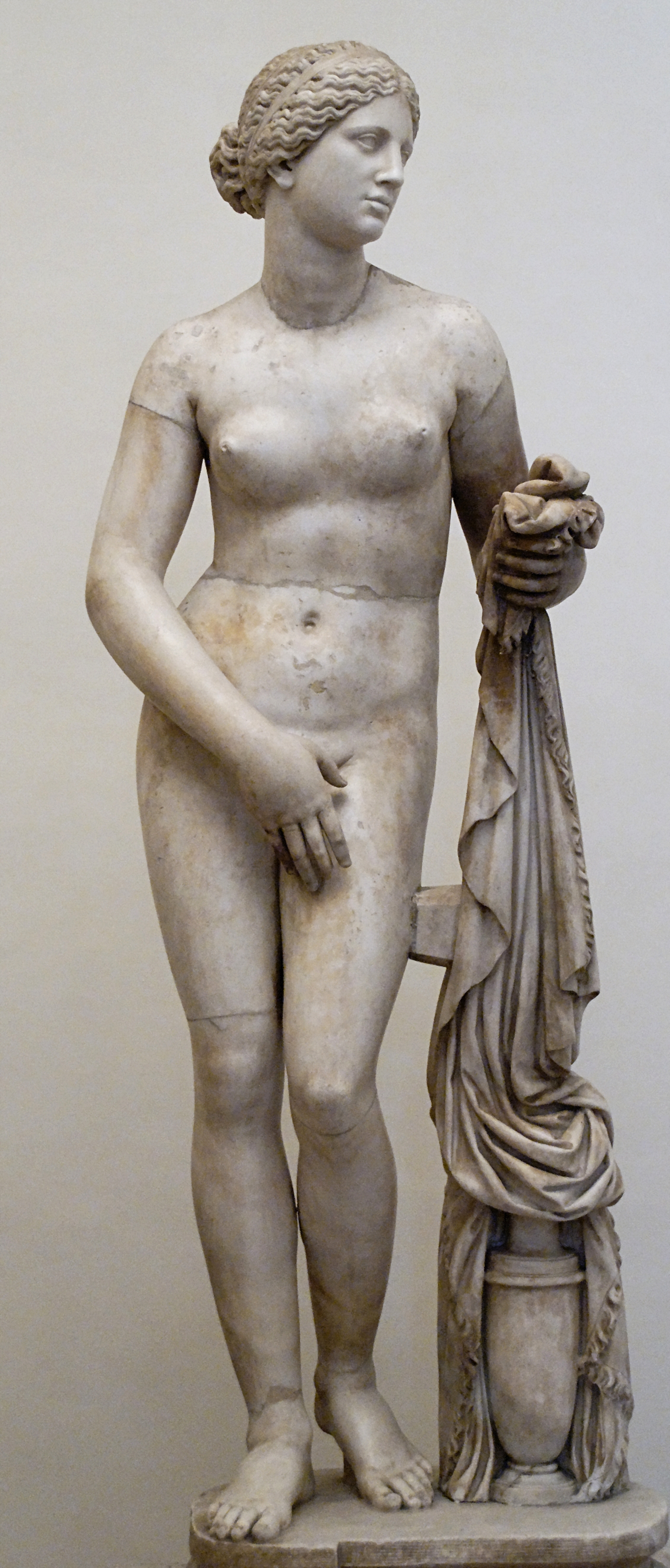
Cópia romana em mármore (torso e coxas) com a cabeça, braços, pernas e apoio de roupagem restauradas no Louvre, por Praxíteles.

A Afrodite de Cnido é uma das mais célebres criações do escultor ático Praxíteles (século IV a.C.). A estátua tornou-se famosa pela sua beleza, concebida para ser apreciada de todos os ângulos, e por ser a primeira representação de uma deusa completamente nua. Afrodite prepara-se para um banho, segurando a sua roupa ou uma toalha na mão esquerda, enquanto esconde modestamente os genitais com a mão direita.
De acordo com uma descrição, possivelmente apócrifa, de Plínio, Praxíteles recebeu uma encomenda dos cidadãos de Cós para esculpir uma estátua da deusa Afrodite. Praxíteles terá criado duas versões: uma vestida com roupas e a outra completamente nua. Os cidadãos de Cós, chocados, rejeitaram a estátua nua e compraram a versão coberta, que não sobreviveu até aos nossos tempos, nem parece ter merecido a atenção dos seus contemporâneos. A versão rejeitada de Afrodite nua foi comprada por alguns cidadãos de Cnido e exposta num templo ao ar livre, num pedestal que permitia observá-la de todos os lados. Tornou-se rapidamente uma das mais famosas obras de Praxíteles, pela sua beleza e erotismo.
A obra deu origem a uma família tipológica conhecida como Vênus Pudica, um dos modelos formais mais reproduzidos na arte do Ocidente, com muitas variantes.